# Шульман, Лев Владимирович
Лев Владимирович Шульман (13 сентября 1960, Свердловск) — культуртрегер, продюсер современного танца, режиссёр и драматург.

## Биография
В 1989 создал одну из первых профессиональных компаний современного танца в России «Провинциальные танцы», которой руководил до конца 1993. В период руководства компанией Л.Шульманом дуэт танцовщиков театра получил Гран-при на Пятом международном конкурсе танца в Париже (1992).
В 2004 создал профессиональную компанию современного танца "Проектное бюро «ТАНЦТРЕСТ», основу которой составили выпускники Школы современного танца Екатеринбургского Центра современного искусства.
С 1990 по настоящее время осуществил в качестве продюсера, креативного продюсера, режиссёра и драматурга более тридцати спектаклей современного танца, три из которых были номинированы на Национальную театральную премию «Золотая маска».
В 1994 создал Екатеринбургский Центр современного искусства (ЕЦСИ). С момента основания и до его закрытия в 2007 являлся его директором.
За время существования Центром было осуществлено более 100 проектов в различных областях современного искусства. Среди этих проектов: 1. Выставка «Немецкий видеоарт. Ретроспектива 1970—1990 гг.»; 2. Фестиваль фильмов Ф. Шлендорфа; 3. Пять семинаров ADF; 4. Международный фестиваль «Немое кино — живая музыка» / По рейтингу журнала «Newsweek/Итоги» этот фестиваль был назван в числе важнейших событий культурной жизни России, произошедших в период с 1991 по 1996 г./ ; 5. Международный фестиваль современного танца «ТАНЦПЛАНТАЦИЯ»/ российская платформа международного конкурса хореографов «Rencontre Choregraphiques Internationales de Seine-Saint-Denis»; 6. Фестиваль британского современного танца «Траектория»; 7. Фестиваль современного искусства Нидерландов в Екатеринбурге; 8. Международная летняя танцевальная школа «Small World».
В 1996 создал при Екатеринбургском Центре современного искусства Школу современного танца.
В 2001 создал факультет современного танца в Гуманитарном университете Екатеринбурга, деканом которого был в течение трех лет. Данный факультет — первый в России опыт создания факультета современного танца в системе университетского образования.
2008—2011 — создатель и руководитель уникального проекта «Зеленый Дом» — Школы современного танца в одном из детских домов Санкт-Петербурга.
Член жюри Национальной театральной премии «Золотая маска» (2004); конкурса молодых хореографов (Санкт-Петербург, 2004, 2005); член жюри фестивалей и конкурсов танца (Санкт-Петербург, Екатеринбург, Ноябрьск, Новгород, Псков, Ярославль). Председатель жюри фестивалей «Лиса» (Саранск, 2004), «Ветер перемен» (Уфа, 2014). Член экспертного совета проекта Министерства культуры РФ «Дебюты молодых хореографов» (2013,2014,2015).

## Преподавательская деятельность
2008—2009 — приглашенный преподаватель кафедры хореографии Санкт-Петербургской Государственной консерватории.
С 2009 — приглашенный преподаватель Датской Национальной Школы современного танца (Копенгаген).
С 2012 — приглашенный преподаватель Таллиннского университета и университета Tulane (Новый Орлеан, США).

## Премии и награды
2002 — диплом премии «Браво!» Министерства культуры Свердловской области и Екатеринбургского отделения Союза театральных деятелей РФ за проекты «Фестиваль современного искусства Нидерландов» и Фестиваль британского современного танца «Траектория».
2005 — премия Сергея Дягилева на конкурсе лучших продюсерских проектов Международного фестиваля «Дягилевские сезоны».
2005 — премия им. Евгения Панфилова Международного фестиваля современной хореографии IFMC (Витебск).
2006 — приз «Душа танца» редакции российского журнала «Балет» в номинации «Рыцарь танца» (Москва).